# Husnîi, Velîkîi Bereznîi
Husnîi (în ucraineană Гусний) este un sat în comuna Tîhîi din raionul Velîkîi Bereznîi, regiunea Transcarpatia, Ucraina.

## Demografie
Componența lingvistică a localității Husnîi
     Ucraineană (100%)
Conform recensământului din 2001, toată populația localității Husnîi era vorbitoare de ucraineană (100%).